# Лоши момци: Све или ништа
Лоши момци: Све или ништа (енгл. Bad Boys: Ride or Die) америчка je акциона филмска комедија из 2024. године редитељског двојца Адила Ел Арбија и Билала Фалаха. Сценарио потписују Крис Бремнер и Вил Бил, док су продуценти филма Џери Брукхајмер, Вил Смит, Чад Оман и Даг Белград. Представља наставак филма Лоши момци заувек из 2020. године и четврти филм у серијалу о Лошим момцима. Филмску музику је компоновао Лорн Балф.
Насловне улоге тумаче Вил Смит као детектив поручник Мајкл Лаури и Мартин Лоренс као инспектор Маркус Барнет, док су у осталим улогама Ванеса Хаџенс, Александар Лудвиг, Паола Нуњез, Ерик Дејн, Јоан Грифид, Џејкоб Скипио, Мелани Либурд, Таша Смит, Тифани Хадиш и Џо Пантолијано. Светска премијера филма је одржана 22. маја 2024. у Дубаију, док је у америчким биоскопима филм објављен 7. јуна исте године.
Буџет филма је износио 100 милиона долара, а филм је широм света зарадио преко 403 милиона долара.

## Радња
Најпознатији лоши момци се враћају са својом култном комбинацијом урнебесне акције и комедије, али овог пута са малим преокретом − сада они беже.

## Улоге
| Глумац            | Улога                            |
| ----------------- | -------------------------------- |
| Вил Смит          | детектив поручник Мајкл Лаури    |
| Мартин Лоренс     | инспектор поручник Маркус Барнет |
| Ванеса Хаџенс     | Кели                             |
| Александар Лудвиг | Дорн                             |
| Паола Нуњез       | Рита Секада                      |
| Ерик Дејн         | Џејмс Макграт                    |
| Јоан Грифид       | Адам Локвуд                      |
| Џејкоб Скипио     | Армандо Аретас                   |
| Мелани Либурд     | Кристин Лаури                    |
| Таша Смит         | Изабел Аретас                    |
| Тифани Хадиш      | Тереса Барнет                    |
| Џо Пантолијано    | Конард Хауард                    |